# تورولونگ
تورولونگ (به لاتین: Turulung) یک روستا در رومانی است که در شهرستان ساتو ماره واقع شده‌است.

## خصوصیات
تورولونگ ۳٬۸۴۵ نفر جمعیت دارد.